# Язовка
Я́зовка (рос. Язовка) — присілок у складі Далматовського району Курганської області, Росія. Входить до складу Вознесенської сільської ради.
Населення — 146 осіб (2010, 221 у 2002).
Національний склад станом на 2002 рік: росіяни — 95 %.
У присілку народився Герой Радянського Союзу Язовських Іван Семенович (*1923-†1979).